# TENTE

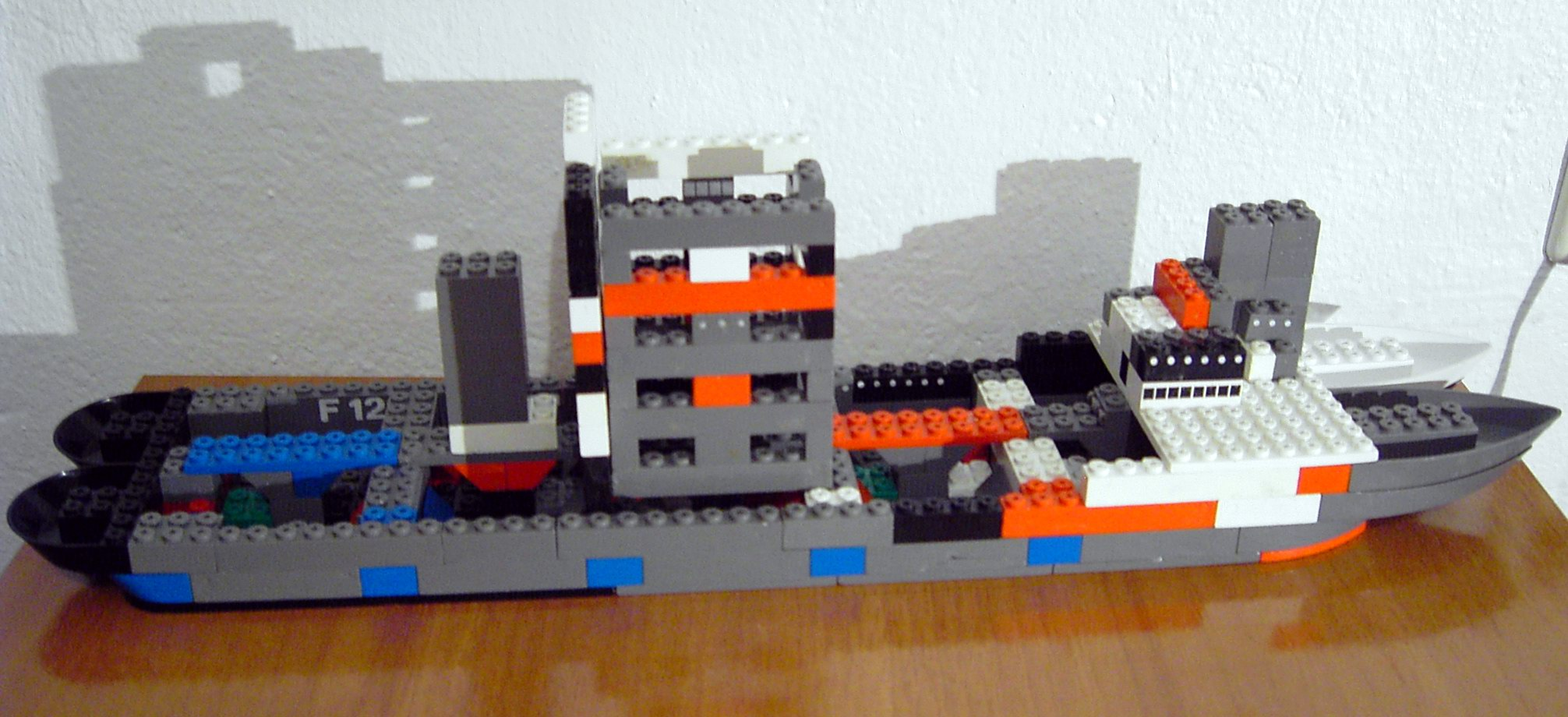
Construcción de un barco con piezas TENTE. La versatilidad del juego permitía realizar diseños originales al margen de los sugeridos de fábrica.

TENTE es una línea de juguetes de construcción española, conocida por fabricar bloques de plástico, competencia de los de LEGO. Fue creada en el año 1972 por la empresa EXIN, cuya sede se encontraba en Barcelona, y dejó de fabricarse en 2007, reemprendiéndose la fabricación en 2021 por un grupo de aficionados con la empresa Iunits (Intelligent Units).
Una de sus principales diferencias con LEGO era que las piezas de TENTE tenían un orificio central que permitía conectar piezas de una forma única. LEGO llegó a demandar a EXIN por utilizar un sistema similar al que habían inventado ellos, aunque lo cierto es que ni siquiera eran compatibles. La demanda se presentó en Israel y finalmente el tribunal dio la razón a EXIN.
Hasbro comercializó el juego en Estados Unidos y Japón. Estos modelos son diferentes a los españoles, pues EXIN autorizó la creación de nuevos modelos adaptados a los gustos de dichos países.
Los problemas de TENTE empezaron en 1992 debido a la crisis económica de EXIN y, al desaparecer la empresa, la patente de TENTE fue adquirida por Borrás, empresa que lo comercializó hasta el año 2007. A partir de octubre de 2021 se vuelven a comercializar piezas de nueva fabricación por Iunits, son piezas que ya existían (jácenas, placas, baldosas...) y también piezas de nuevo diseño diferentes de las originales de Exin y Borrás ("piezas dark" (oscuras) entre los aficionados), algunas de estas piezas permiten la compatibilidad con el sistema de Lego.

## Sistema de anclaje
El tamaño de las piezas es similar al del sistema LEGO, que es anterior en el tiempo, sin embargo existe una gran diferencia en los elementos que conforman el sistema de anclaje.
El anclaje de piezas de TENTE se realiza entre los tetones superiores (o laterales) y el relieve inferior de las piezas.
Los tetones son cilíndricos y miden 6 mm de diámetro y están separados 2 mm entre sí siguiendo una distribución cartesiana por la superficie superior de la pieza. Los tetones tienen un orificio en su parte central de 2 mm de diámetro y un relieve con la marca "TENTE" de décimas de milímetro. Los tetones tienen en su zona inferior una muesca circular que dota de elasticidad al tetón. Esta muesca se sitúa entremedias de la superficie lateral y la superficie del agujero central. Los tetones laterales no presentan esta muesca y el orificio central es pasante en lugar de ciego.
El relieve inferior está formado por el contorno de la pieza (de 1 mm de espesor) y cilindros de 2 mm de diámetro dispuestos regularmente por la superficie. La posición de estos cilindros se corresponde con la posición entre tetones del relieve de la zona superior, por lo que existen el doble de cilindros en la parte inferior que tetones en la parte superior, restando aquellos que se superponen al borde del contorno.
Las piezas de TENTE disponen de varias formas de ser encajadas:
- Mediante la superficie lateral de los tetones y cuatro puntos de apoyo conformados por el relieve inferior de la pieza que forman un cuadrado. Estos puntos pueden corresponder con la posición del tetón o bien en la que quedaría entre 4 tetones, ya que el espacio entre los tetones es similar en ambos casos. El uso de la superficie lateral para anclaje obliga a usar nervios interiores en las piezas altas, para evitar que pequeñas deformaciones en el lateral reduzcan demasiado la fuerza de unión.

- Mediante la superficie lateral del agujero central de los tetones y la superficie lateral de un único cilindro del relieve inferior.

- Mediante el borde del contorno inferior de una pieza y dos cilindros inferiores que se apoyen en esquinas opuestas proporcionando 4 puntos de sujeción. Este sistema permite acoplar piezas en posición invertida, y construir "hacia abajo".

- Asimismo existen otras formas de anclaje entre piezas, algunas de las cuales descubiertas por aficionados del juego, que permiten aumentar las combinaciones que ofrece el sistema de anclaje previamente descrito y que cumplen la regla de "no pegado" que existe entre los aficionados y que consiste en que las piezas no deben ser sujetadas con adhesivos (salvo las pegatinas).

## Series
Fabricadas por EXIN:
- Aire: helicópteros.

- Alfa: edificios y vehículos futuristas.

- Astro: vehículos, naves e instalaciones de exploración espacial.
- Block: piezas básicas para construir vehículos, animales y edificios.

- Combi: pequeños barcos y vehículos espaciales pequeños cuyas piezas se podían combinar para crear modelos más grandes.

- Compact: vehículos y naves futuristas de pequeño tamaño con una o dos figuras.

- Cosmic: vehículos y edificios futuristas con extraterrestres verdes.

- Elephant: construcciones básicas con piezas al doble de escala (similar a Lego Duplo).

- Iniciación: piezas básicas para construir vehículos, animales y edificios.

- Mar/Oceanis: barcos e instalaciones portuarias de uso civil y militar.

- Micro: edificios urbanos a pequeña escala.

- Mini/Serie 400: edificios y otros elementos con las primeras piezas fabricadas por EXIN.
- MultiModel: cajas grandes con vehículos futuristas

- Pocket: vehículos pequeños en la línea de la serie Combi.

- Roblock: robots tripulados que se transforman en vehículos.

- Ruta: camiones y otros vehículos terrestres sin figura conduciendo.

- Ruta2: camiones con figura de conductor.

- Scorpion: vehículos e instalaciones militares.

- Titanium: vehículos terrestres y espaciales de exploración.

- Variant: construcciones para niños usando algunas piezas no básicas.

Fabricados por Borrás:
- City: similar a la serie Micro de EXIN, pero con vehículos de peor calidad.
- Imagine: piezas básicas para construir vehículos, animales y edificios.

- Initio: vehículos con movimiento y pocas piezas que no eran compatibles con el sistema EXIN.
- MARBÚlandia: vehículos tripulados por una galleta.
- Multimedia: vehículos terrestres con piezas compatibles con Lego. Incluía un CD-ROM con juegos informáticos y un programa de montaje virtual en 3D.

- Mutants: naves espaciales con forma de animal.

- Sin serie: Borrás no utilizó los nombres de las series de EXIN aunque la mayoría de sus modelos se ajustaban a las mismas, sobre todo las reediciones modificadas que hizo de EXIN. Para los barcos veleros tampoco creó una serie.